# کوه هسپروس (کلرادو)
کوه هسپروس (به انگلیسی: Hesperus Mountain) یک کوه در ایالات متحده آمریکا است که در شهرستان مانتزوما، کلرادو واقع شده‌است. کوه هسپروس ۴٬۰۳۴٫۶۹ متر بالاتر از سطح دریا واقع شده‌است.